# 2011년 팬아메리칸 게임
2011년 팬아메리칸 게임은 2011년 10월 13일부터 10월 30일까지 멕시코의 과달라하라에서 열린 16번째 팬아메리칸 게임이다.

## 참가국
네덜란드령 안틸레스는 2010년 10월 10일에 있었던 네덜란드령 안틸레스의 해체로 인해 네덜란드령 안틸레스 국가 올림픽 위원회가 국제 올림픽 위원회(IOC)로부터 회원국 지위를 상실했기 때문에 독립 선수단 자격으로 참가했다.
- 아르헨티나
- 아루바
- 앤티가 바부다
- 바하마
- 바베이도스
- 벨리즈
- 버뮤다
- 볼리비아
- 브라질
- 영국령 버진아일랜드
- 캐나다
- 케이맨 제도
- 칠레
- 콜롬비아
- 코스타리카
- 쿠바
- 도미니카 연방
- 도미니카 공화국
- 에콰도르
- 엘살바도르
- 그레나다
- 과테말라
- 가이아나
- 아이티
- 온두라스
- 자메이카
- 멕시코 (개최국)
- 네덜란드령 안틸레스
- 니카라과
- 파나마
- 파라과이
- 페루
- 푸에르토리코
- 세인트루시아
- 세인트키츠 네비스
- 세인트빈센트 그레나딘
- 수리남
- 트리니다드 토바고
- 미국
- 우루과이
- 미국령 버진아일랜드
- 베네수엘라

## 경기 종목
| - 가라테 - 근대5종 - 농구 - 라켓볼 - 럭비 7인제 - 레슬링 - 롤러 스케이팅 - 바스크 펠로타 - 배드민턴 - 배구 - 복싱 - 볼링 - 사격 | - 사이클 - BMX - 도로 - 산악 - 트랙 - 수상 종목 - 다이빙 - 수영 - 수구 - 싱크로나이즈드 스위밍 - 수상스키 - 소프트볼 - 스쿼시 | - 승마 - 야구 - 양궁 - 역도 - 유도 - 육상 - 요트 - 조정 - 축구 - 체조 - 기계체조 - 리듬체조 - 트램펄린 | - 카누 - 탁구 - 태권도 - 테니스 - 트라이애슬론 - 필드 하키 - 펜싱 - 핸드볼 |

## 메달 집계
| 순위 | 국가                                            | 금메달 | 은메달 | 동메달 | 합계 |
| ---- | ----------------------------------------------- | ------ | ------ | ------ | ---- |
| 1    | 미국                                            | 92     | 79     | 65     | 236  |
| 2    | 쿠바                                            | 58     | 35     | 43     | 136  |
| 3    | 브라질                                          | 48     | 35     | 58     | 141  |
| 4    | 멕시코                                          | 42     | 41     | 50     | 133  |
| 5    | 캐나다                                          | 30     | 40     | 49     | 119  |
| 6    | 콜롬비아                                        | 24     | 25     | 35     | 84   |
| 7    | 아르헨티나                                      | 21     | 19     | 35     | 75   |
| 8    | 베네수엘라                                      | 12     | 27     | 33     | 72   |
| 9    | 도미니카 공화국                                 | 7      | 9      | 17     | 33   |
| 10   | 에콰도르                                        | 7      | 8      | 9      | 24   |
| 11   | 과테말라                                        | 7      | 3      | 5      | 15   |
| 12   | 푸에르토리코                                    | 6      | 8      | 8      | 22   |
| 13   | 칠레                                            | 2      | 17     | 24     | 43   |
| 14   | 자메이카                                        | 1      | 5      | 1      | 7    |
| 15   | 바하마                                          | 1      | 1      | 1      | 3    |
| 15   | 케이맨 제도                                     | 1      | 1      | 1      | 3    |
| 17   | 네덜란드령 안틸레스                             | 1      | 0      | 1      | 2    |
| 18   | 코스타리카                                      | 1      | 0      | 0      | 1    |
| 19   | 우루과이                                        | 0      | 3      | 2      | 5    |
| 20   | 페루                                            | 0      | 2      | 5      | 7    |
| 21   | 트리니다드 토바고                               | 0      | 2      | 2      | 4    |
| 22   | 세인트키츠 네비스                               | 0      | 2      | 0      | 2    |
| 23   | 엘살바도르                                      | 0      | 1      | 0      | 1    |
| 24   | {{bar{{{2}}}0\|{{{1}}}}}{{bar{{{3}}}\|{{{1}}}}} | 0      | 0      | 2      | 2    |
| 24   | 볼리비아                                        | 0      | 0      | 2      | 2    |
| 24   | 파라과이                                        | 0      | 0      | 2      | 2    |
| 27   | 도미니카 연방                                   | 0      | 0      | 1      | 1    |
| 27   | 가이아나                                        | 0      | 0      | 1      | 1    |
| 27   | 파나마                                          | 0      | 0      | 1      | 1    |
| 합계 | 합계                                            | 361    | 363    | 453    | 1177 |